# Lîse, Ohtîrka
Lîse (în ucraineană Лисе) este un sat în comuna Oleșnea din raionul Ohtîrka, regiunea Sumî, Ucraina.

## Demografie
Componența lingvistică a localității Lîse
     Ucraineană (100%)
Conform recensământului din 2001, toată populația localității Lîse era vorbitoare de ucraineană (100%).